# سيرغي إيفانوف (لاعب كرة قدم روسي)
سيرغي إيفانوف (بالروسية: Сергей Иванов)‏ (7 يناير 1997 بسانت بطرسبرغ في روسيا - ) هو لاعب كرة قدم روسي في مركز الوسط. لعب مع زينيت سانت بطرسبرغ وFC Zenit-2 Saint Petersburg ‏.

## وصلات خارجية
- سيرغي ايفانوف على موقع قاعدة بيانات كرة القدم.إي يو (الإنجليزية)
- سيرغي ايفانوف على موقع Soccerway.com (الإنجليزية)